# Grazia d'Arzago
Grazia d'Arzago (Arzago d'Adda, 1200 – Bergamo, 1275) è stata una religiosa italiano.

## Biografia
Grazia apparteneva alla famiglia dei nobili de Capitani originali di Gera d'Adda che avevano un castello nella località Arzago vassalli nell'XI secolo del vescovo di Cremona ma che avevano rapporti anche con il vescovo di Bergamo. Dagli scritti di Galvano Fiamma si deduce che vi erano legami di parentela della famiglia con Ariberto da Intimiano arcivescovo di Milano.

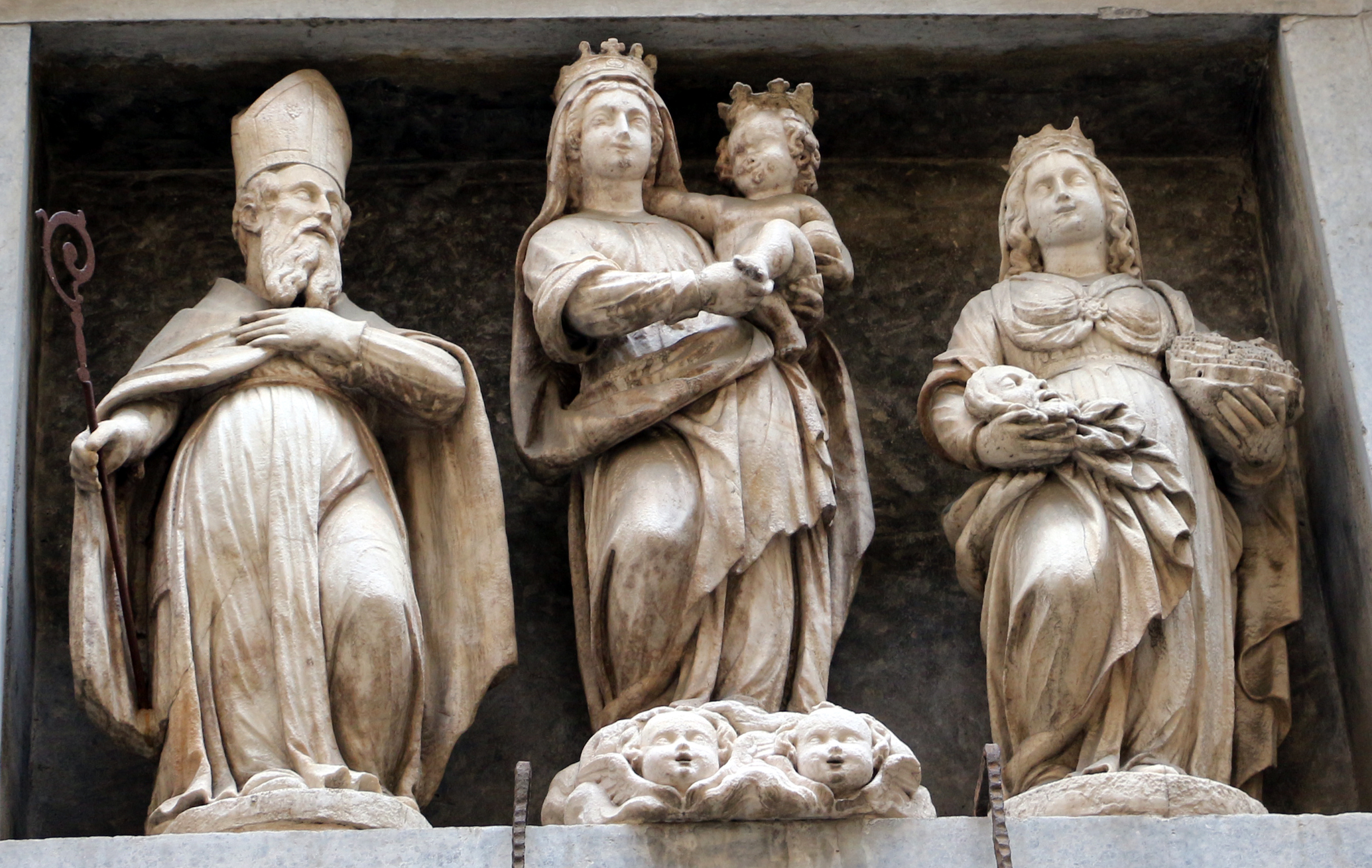
Portale del convento di Santa Grata in via Arena

La giovane si spostò da Arzago, paese d'origine, a Bergamo negli anni venti del Duecento, entrando nel monastero claustrale di Santa Grata in via Arena, la sua presenza è documentata dal 1227 in due atti d'investitura, uno del 29 aprile e un altro dell'8 maggio quando furono rinnovati gli affitti di alcuni terreni dall'allora badessa Giustina alla presenza di alcune consorelle tra le quali Grazia.
La comunità accoglieva solo giovani della più alta aristocrazia cittadina. Fu nominata badessa nel 1232, dopo la morte di Giustina avvenuta il 25 novembre 1229 che aveva retto il monastero dal 1197, diventando la donna più importanti nella storia cittadina del XIII secolo governando il monastero per quarant'anni.
 

Grazia incaricò Pinamonte da Brembate, il domenicano che aveva contribuito nel 1265 a stendere i dieci capitoli della Regula della congregazione della Misericordia Maggiore, a scrivere la biografia di santa Grata titolare della chiesa e del convento le cui reliquei vi erano conservate. Il beato scriverà la «Legendario sanctae Gratae (Vita et translatio sanctae Gratae viduae Bergomensis)» tra il 1240 e il 1260.
(Traduzione del testo latino di Pinamonte da Brembate)
 Del testo vi sono due copie, la seconda realizzata perché non venissero perse le miniature che erano presenti nella prima stesura. Questa seconda copia riporta sulla copertina in cuoio a caratteri dorati la scritta Deus Off(ici)a Locatella professa S. Gratae fieri fecit, forse doveva essere dono a una nuova monaca certa Officia Locatelli.

La richiesta fatta a Pinamonte indica la volontà di Grazia di riportare il monastero agli ideali voluti dalla santa alla sua origine, ideali di carità e castità, così come erano raffigurati nelle miniature degli scritti. Tra i disegni vi è l'immagine di Pinamonte che consegna il manoscritto biografico della santa, alle monache raffigurate con abiti colorati, mentre un affresco conservato in un corridoio convento raffigura, Grazia inginocchiata che consegna il manoscritto a santa Grata fondatrice.
(Incipit riportato nel primo foglio del manoscritto)
Grazia aveva scelto Pinamonte perché questi aveva scritto la regola della congregazione caritativa più importante di Bergamo, e lei a questo voleva riportare l'ordine fondando un ospizio caritativo così come sarebbe stato voluto da Grata. Grazia si iscrisse con sette monache alla confraternita laicale e il suo esempio fu seguito da una cinquantina di donne che abitavano in prossimità di via Arena. Anche le monache benedettine di Valmarina seguirono il suo esempio.
La collaborazione con le monache di un monastero rurale posto lontano dalle mura di Bergamo, indica la scelta di Grazia di uscire dalle mura claustrali,
Importanti furono anche le sue qualità manageriali. Grazia con alcune consorelle uscì più volte dalle mura del convento per controllare i possedimenti posti in alcune località lontane: ad Albegno, Stezzano, Grassobbio, Gandellino e Calvenzano. La sua capacità le permise di liberarsi dai molti amministratori disonesti che intascavano diritti, affitti e soldi sulle vendite, in particolare rimane il nome di Lanfranco da Chignolo, sorpreso a incassare 14 lire imperiali su un atto di vendita di terreni di proprietà dal convento.
Grazia ottenne nel 1235 un privilegio pontificio indicando la sua volontà di non adeguare l'ordine al modello cistercense molto severo nelle regole claustrali femminili, ribadendo davanti al vescovo Giovanni Tornielli quando voleva imporre l'allora papa Gregorio IX.